# Föritz
Föritz es una localidad perteneciente al municipio de Föritztal, en el distrito de Sonneberg, en el estado federado de Turingia (Alemania), a una altitud de 400 metros. Su población a finales de 2016 era de unos 3400 habitantes, incluyendo las pedanías del municipio del cual era capital hasta 2018.
Se ubica en la periferia suroriental de la capital distrital Sonneberg, en la salida de la ciudad por la carretera B89 que lleva a Kronach.
Hasta 2018 era capital de un municipio que incluía las pedanías de Eichitz, Gefell, Heubisch, Mogger, Mupperg, Oerlsdorf, Rottmar, Schwärzdorf y Weidhausen. El municipio se creó en 1950 al añadirse al término municipal de Föritz los hasta entonces municipios de Schwärzdorf y Weidhausen, y desapareció el 6 de julio de 2018 cuando se fusionó con Judenbach y Neuhaus-Schierschnitz para crear el nuevo municipio de Föritztal.